# Maurice de Maere d'Aertrycke
Maurice de Maere d'Aertrycke (Gand, 30 novembre 1864 – Bruges, 25 dicembre 1941) è stato un politico belga.

## Biografia
Maurice de Maere era figlio di Emile de Maere (1825-1898) e della sua seconda moglie la baronessa Laure van Zuylen van Nyevelt (1838-1877). Nel 1867 il fratello maggiore August de Maere ereditò il titolo di barone. Si sposò nel 1893 con Jeanne Janssens de Bisthoven (1870-1931) da cui ebbe sei figli. 
Militare nei reparti di cavalleria, raggiunse il grado di maggiore.
Nel 1897 Maurice de Maere ottenne di poter aggiungere il suffisso d'Aertrycke al proprio cognome e nel 1900 ereditò il titolo di barone dal fratello August che era morto senza figli.
Nel maggio 1907 divenne parlamentare per la Federazione dei Circoli cattolici e associazioni conservatori per l'Arrondissement di Bruges, dopo che Albéric Ruzette fu nominato governatore delle Fiandre Occidentali. Ha assolto il suo mandato solo fino al 1908 ed è stato poi sostituito da Joseph Strubbe.